# Arthur Moreira Lima
Arthur Moreira Lima (Río de Janeiro, 16 de julio de 1940 - Florianópolis, 30 de octubre de 2024) fue un pianista clásico brasileño.

## Biografía
Arthur Moreira Lima comenzó su educación pianística a la edad de seis años con la profesora Lúcia Branco. En 1960, patrocinado por el gobierno brasileño, marchó a continuar sus estudios en París. Luego, por recomendación de Lev Oborin y Yakov Zak, recibió una beca del gobierno soviético para estudiar en el Conservatorio de Moscú, donde permaneció entre 1963 y 1968 como estudiante en la clase del profesor Rudolf Ker. 
Obtuvo el segundo lugar en el prestigioso Concurso Internacional de Piano Fryderyk Chopin de Varsovia en 1965, así como otros importantes galardones en otros certámenes pianísticos. 
El pianista ha desarrollado una amplia carrera como solista, recorriendo diversos países y regiones: Europa, Australia, Rusia, Canadá, Estados Unidos, Iberoamérica, etc. Es considerado como un excelente intérprete de Chopin, Liszt, Schumann, Músorgski, Prokófiev, Villa-Lobos.